# نيل بيريس دا كوستا
نيل بيريس دا كوستا (بالإنجليزية: Neal Peres Da Costa)‏ هو عازف هاربسكورد أسترالي، ولد في 1964.

## وصلات خارجية
- نيل بيريس دا كوستا على موقع ميوزك برينز (الإنجليزية)
- نيل بيريس دا كوستا على موقع ديسكوغز (الإنجليزية)